# Charles-Eugène Boucher de Boucherville

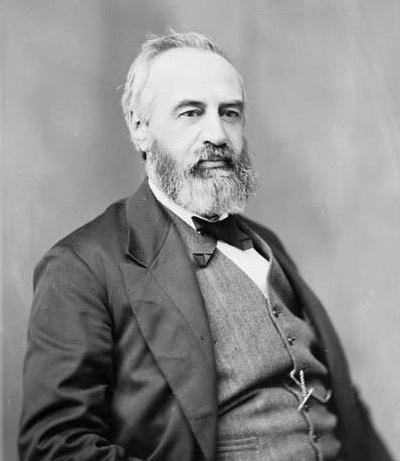
Charles-Eugène Boucher de Boucherville

Sir Charles-Eugène Boucher de Boucherville, KCMG (* 4. Mai 1822 in Montreal; † 10. September 1915 ebenda) war ein kanadischer Politiker und Arzt. Er war der dritte Premierminister der Provinz Québec und hatte zwei Amtszeiten, vom 22. September 1874 bis zum 8. März 1878 sowie vom 21. Dezember 1891 bis zum 13. Dezember 1892. Während dieser Zeit hatte er auch den Vorsitz der Parti conservateur du Québec inne. Seine Partei vertrat er von 1867 bis zu seinem Tod ununterbrochen im Legislativrat von Québec. Für die Konservative Partei Kanadas saß er ab 1879 auch im Senat.

## Biografie
Boucherville wuchs als eines von drei Kindern eines Gutsherrn auf und besuchte das Petit Séminaire de Montréal, wo er 1840 seinen Abschluss machte. Er schrieb sich anschließend für Medizin an der McGill University in Montreal ein und absolvierte einen Teil des Studiums in Paris. Dort schloss Boucherville sein Studium ab und kehrte 1843 zurück. Nach dem Erhalt seiner Approbation eröffnete er eine Praxis in Varennes, wo er bis 1861 blieb. Er zog anschließend nach Boucherville, wo er sich, vorerst im kommunalen Bereich, gänzlich der Politik verschrieb.
Im Juli 1861 wurde Boucherville zum ersten Mal für den Wahlkreis Chambly ins Unterhaus der Provinz Kanada gewählt. 1863 gelang ihm die Wiederwahl und er blieb bis zur Formierung des neuen kanadischen Bundesstaats im Jahr 1867 Unterhausabgeordneter. Der erste Premierminister Québecs, Pierre-Joseph-Olivier Chauveau, berief ihn zum Speaker des Legislativrates (dem er bis zu seinem Tod im Jahr 1915 angehören sollte), was ihn automatisch zum Mitglied des Kabinetts machte. Chauveaus Nachfolger Gédéon Ouimet ersetzte Boucherville als Sprecher im Februar 1873 durch John Jones Ross. Nach dem Rücktritt Ouimets aufgrund des Tanneries-Skandals wurde er, der eine allseits anerkannte politische Figur war, als der richtige Mann für einen Neuanfang angesehen.
Am 22. September 1874 wurde Boucherville schließlich als Premierminister vereidigt. Gleichzeitig übernahm er die Ämter als Provinzsekretär, Registerführer und Bildungsminister. Seine erste Amtszeit beinhaltete zunächst die Aufarbeitung des Tanneries-Skandals, in dem die Schuldfrage der damaligen Regierung ausgeklammert, aber die Annullierung des Vorgangs, der den Skandal begründete, erreicht wurde. Des Weiteren brachte er Wahlrechtsreformen auf den Weg, die der Wahlgerechtigkeit zugutekamen und korruptes Unwesen eindämmten. Im Gegenzug zog sich der Staat aus dem Schulwesen zurück und überließ dieses Feld in großem Maß den katholischen und protestantischen Kirchen, was das zweigeteilte Schulsystem für lange Zeit (bis 1998) zementierte.
Die Entscheidung der Regierung, den kostspieligen Schienennetzausbau durch die anliegenden Gemeinden mitfinanzieren zu lassen, rief den Widerstand von Vizegouverneur Luc Letellier de Saint-Just hervor, der Boucherville nach seinem Gesetzesvorstoß im März 1878 schließlich absetzte. Das Verhältnis zwischen beiden war zuvor bereits angespannt gewesen. Bouchervilles Nachfolger und erster liberaler Premierminister Québecs wurde Henri-Gustave Joly de Lotbinière, der allerdings mangels parlamentarischer Mehrheit zuerst einmal eine von Letellier gewährte Regierungsauflösung und Neuwahlen durchführen musste. Trotz der knappmöglichsten Wahlniederlage der Liberalen (1 Sitz weniger als die Konservativen, 2 unabhängige Konservative im Parlament) konnte Lotbinière die erste liberale Minderheitsregierung stellen. Aufgrund der Niederlage des konservativen Unterhausführers wurde Bouchervilles Autorität weiter untergraben, was seinen Rücktritt vom Parteivorsitz unumgänglich machte. Der kanadische Premierminister John Macdonald ernannte ihn im Februar 1879 zum Senator.
Boucherville wirkte im Legislativrat weiter und konzentrierte sich dort auf lokale Themen, wo die Eisenbahn ein Streitpunkt blieb. Ironischerweise kam er durch einen Vorfall, der sich wieder um einen auf die Eisenbahn bezogenen Streit drehte, unverhofft zu einer zweiten Amtszeit. Vizegouverneur Auguste-Réal Angers entließ im Dezember 1891 den damaligen liberalen Premierminister Honoré Mercier als Folge des Chaleur-Bucht-Skandals und ersetzte ihn durch Boucherville. Wieder gab es ein Mehrheitsproblem, diesmal freilich umgekehrt, da nun die Liberalen die Mehrheit der Abgeordneten im Unterhaus stellten. Die Neuwahlen gingen indes zu Gunsten der Konservativen aus. Eine in Bouchervilles zweiter Amtszeit lancierte Gesetzesänderung ermöglichte Frauen die Teilnahme an Kommunal- und Schulwahlen, obwohl diese nach wie vor nicht selbst als Kandidatinnen antreten durften. Sein Hauptaugenmerk galt jedoch ökonomischen Belangen: Es kam zu einer Reihe von Steuerauferlegungen auf Berufsbereiche, die bisher nicht betroffen waren, wie zum Beispiel Anwälte, Geschäftsinhaber und anderen.
Ende 1892 tauschten Vizegouverneur Auguste-Réal Angers und der frühere Premierminister Joseph-Adolphe Chapleau (bis dahin Staatssekretär in Ottawa), ihre Ämter. Boucherville, dessen Verhältnis zu Chapleau angespannt war, wollte nicht mit diesem als neuen Vizegouverneur zusammenarbeiten und erklärte seinen Rücktritt. Er riet jedoch Chapleau noch dazu, Louis-Olivier Taillon zu seinem Nachfolger zu ernennen, was dann auch geschah. Boucherville wirkte anschließend wieder weiter im Legislativrat, wo er sich 1900 einem Versuch, diesen abzuschaffen (dies geschah erst 1968), entgegenstellte. Diesmal widmete er sich eher den Bundesangelegenheiten, sprach sich gegen eine Erhöhung der Kopfsteuer für chinesische Immigranten aus und unterstützte Bestrebungen, einen Hauptstadtdistrikt für Ottawa am Vorbild des US-amerikanischen District of Columbia zu schaffen. In seiner letzten bedeutenden politischen Aktion wandte er sich gegen die Gründung einer kanadischen Marine, zum einen aufgrund der Kosten, zum anderen wegen der Gefahr, in Konflikte Großbritanniens hineingezogen zu werden, konnte diese letztendlich aber nicht verhindern.
1914 wurde Boucherville wegen seiner loyalen Dienste zum Knight Commander des Order of St Michael and St George geschlagen. Er starb nach kurzer Krankheit 93-jährig im September 1915.